# Згуровский, Михаил Захарович
Михаи́л Заха́рович Згуро́вский (укр. Михайло Захарович Згуровський; род. 30 января 1950, Скала-Подольская, Тернопольская область) — украинский учёный, бизнесмен — учредитель ряда компаний по недвижимости и информационным технологиям, председатель Наблюдательного совета «Укроборонпром» (23 января 2018 — 9 июля 2019).
Заслуженный деятель науки и техники Украины (2000), лауреат Государственной премии Украины в области науки и техники (1990, 1999, 2004), премии имени В. Глушкова НАН Украины (1999), премии имени В. Михалевича НАН Украины (2002) и др. Действительный член Национальной академии наук Украины, Национальной академии педагогических наук Украины, иностранный член Российской академии наук (8 марта 2022 года подал заявление о выходе из состава иностранных членов РАН), иностранный член-корреспондент Австрийской академии наук.

## Биография
Окончил Киевский политехнический институт (1975) по специальности «Автоматизированные системы управления» факультет систем управления. Работал в этом же институте все последующие годы (с перерывом на 1986—1987 годы, когда занимал должность заместителя начальника управления по НИР в Министерстве высшего и среднего специального образования УССР). В 1979 году защитил кандидатскую диссертацию, в 1984 году — докторскую. С 1987 года — профессор, с 1988 по 1992 года — проректор по учебной работе, с 1992 по июль 2024 года — ректор Национального технического университета Украины «Киевский политехнический институт им. Игоря Сикорского».
В 1997 году основал и являлся директором (с 2015 года — научным руководителем) Института прикладного системного анализа МОН Украины и НАН Украины (на базе Национального технического университета Украины «КПИ им. Игоря Сикорского»).
С 18 ноября 1994 по 14 января 1999 года — министр образования и науки Украины.
Известный учёный в области кибернетики, системного анализа, интеллектуального анализа больших данных и теории принятия решений. Наиболее известные приложения результатов его научных исследований относятся к области геофизики, геоинформатики, устойчивого развития общества в контексте качества и безопасности жизни людей.
В его научной школе подготовлено 14 докторов и более 50 кандидатов наук. Он является автором более 50 изобретений, автором и соавтором свыше 820 научных трудов, 43 монографий, учебников.
М. З. Згуровский работает во многих международных научных обществах и организациях. В частности, в Мировой сети знаний об образовании и научных обменах (EDNES, Страсбург, Франция), в Международном Совете Науки (ICSU, Париж, Франция. В 2018 году организация была переименована в «Международный научный совет» (ISC)), в Комитете по данным в науках и технологиях (CODATA, Париж, Франция), в Комитете ЮНЕСКО по устойчивому развитию в образовании (Париж, Франция) и др.
Имеет правительственные награды Украины — полный кавалер ордена «За заслуги», Италии — большой крест ордена «За заслуги перед Итальянской Республикой» (1996), Эстонии — Орден Креста земли Марии 3 степени (2006), Польши — кавалерский крест ордена Заслуг перед Республикой Польша (2013), Франции, Японии, Китая, Вьетнама.
Соучредитель ряда компаний, институтов и общественных объединений, в том числе частного акционерного общества «Научно-исследовательский институт прикладных информационных технологий».
18 января 2018 года Президент Украины П. Порошенко назначил М. Згуровского членом Наблюдательного совета государственного концерна «Укроборонпром», а через 5 дней Наблюдательный совет избрал его своим председателем.
25 октября 2018 года студенты митинговали, требуя отставки М. Згуровского. По утверждению ряда СМИ этот митинг управлялся внешними по отношению к Университету силами и был частью спланированной кампании по дестабилизации ситуации в университетском сообществе Украины.
9 июля 2019 года Президент Владимир Зеленский прекратил полномочия Згуровского как члена Наблюдательного совета государственного концерна «Укроборонпром».

## Семья
- Жена — Згуровская Людмила Петровна — доцент НТУУ «КПИ»[30].

Дочь Наталия (1976 г.р.).
Сын Александр (1987 г.р.).
- Жена — Тетяна Померанцева, гражданка США[31] — брокер в Калифорнии[32], а также в работает в компании «Системный анализ и решения»[33].

## Финансовое положение
Гривневый миллионер минимум с 2008 года. В 2008-м Згуровский заработал около 2500000 грн и имел на счетах вместе с ценными бумагами почти 8 млн грн. Имеет дом в Украине площадью 286,9 м2, земельный участок площадью 1980 м2, дом в США площадью 150 м2 и два автомобиля: Range Rover 2013 года и Toyota Prius.
5 мая 2016 года Михаил Згуровский продал два соседних земельных участка в округе Эскондидо в Калифорнии за 500 000 долларов, а уже 31 мая семья Згуровского продала соседней с участками дом площадью 300 квадратных метров уже за 840 000 долларов. Стоимость проданного в штате Калифорния (в 2016—2017 годы) составила $2 000 000 США.

## Критика

### Незадекларированное имущество
В 2018 году журналисты телеканала новостей «24» нашли у Михаила Згуровского незадекларированный имущество — недвижимость на два миллиона долларов в штате Калифорния (США) и компанию по продаже недвижимости в Черногории. Михаил Згуровский обратился к НАЗК с просьбой о полной проверке его деклараций о доходах. Национальное агентство по противодействию коррупции (НАЗК) проверило декларации Згуровского М. З. за 2016‑й и 2017 год и доложило об отсутствии конфликта интересов и незаконного обогащения.

### Строительство на территории КПИ
По информации 24 канала, земля, принадлежащая КПИ, застраивается коммерческими ЖК. В 1990-х планировалось строительство учебных корпусов, однако за 11 лет на территории КПИ выросли четыре высотки и в 2019 году ещё ведётся коммерческое строительство.
В конце 2018 года комиссия Киевсовета тоже отметила, что в КПИ вместо учебно-жилого дома строится коммерческий объект с «отсутствием площадей с учебной (образовательной) функцией» и направила обращение в прокуратуру Украины и в полицию Киева, а также в ГАСИ относительно проверки соблюдения закона при возведении комплекса по ул. Полевой, 38. КПИ обратился к комиссии с требованием опровержения информации о незаконном строительстве.
Независимая проверка аудиторской службой Украины показала отсутствие нарушений.
Ряд общественных организаций заявили о спланированной информационной атаке с целью дискредитации руководства КПИ.
2 февраля 2021 года НТУУ «КПИ им. Игоря Сикорского» выиграл дело в Северном апелляционном хозяйственном суде у новостного канала «24». Суд постановил опровергнуть распространённую недостоверную информацию путём оглашения полного текста резолютивной части решения суда в эфире телеканала новостей «24» и на вебсайте телеканала «24», а материалы, содержащие недостоверную и унижающую репутацию «КПИ им. Игоря Сикорского» информацию, исключить из веб-сайта телеканала новостей «24».
В марте 2021 года распространённая клеветническая информация была опровергнута журналистами телерадиокомпании «24 канала» путём оглашения полного текста резолютивной части решения суда в эфире телеканала «24» и на вебсайте телеканала «24», а материалы, содержащие ложную и унижающую репутацию «КПИ им. Игоря Сикорского» информацию были исключены из вебсайта телеканала новостей «24».

## Публикации
Автор и соавтор свыше 820 научных трудов, 43 монографий и учебников, изданных в Германии, Польше, Японии, Украине и др. странах.

### Отдельные публикации
- Zgurovsky M.Z., Mel’nik V.S. Nonlinear Analysis and Control of Physical Processes and Fields. Архивная копия от 26 сентября 2020 на Wayback Machine Springer-Verlag Berlin Heidelberg, 2004.- 508 p.
- Zgurovsky M.Z. General pattern of global system conflicts and global threats of the 21st century, Архивная копия от 11 июня 2018 на Wayback MachineCybern. and Syst. Analysis, 43, No.5,687-695(2007)
- Zgurovsky M.Z., Pankratova N.D. System Analysis: Theory and Applications Архивная копия от 7 ноября 2017 на Wayback Machine. Springer-Verlag Berlin Heidelberg, 2007.- 447 p.
- Zgurovsky M. Z. Interrelation between Kondratieff cycles and global systemic conflicts Архивная копия от 16 ноября 2021 на Wayback Machine. Cybern. and Syst. Analysis. 45, No.5, 742—749 (2009)
- Zgurovsky M.Z. Metric aspects of periodic processes in economy and society Архивная копия от 7 июня 2018 на Wayback Machine. Cybern. and Syst. Analysis. 46, No.2, 167—172 (2010)
- Zgurovsky M.Z., Mel’nik V.S., Kasyanov P.O. Evolution Inclusions and Variation Inequalities for Ears Data Processing I. Springer-Verlag Berlin Heidelberg, 2011.- 247 p.
- Zgurovsky M.Z., Mel’nik V.S., Kasyanov P.O. Evolution Inclusions and Variation Inequalities for Ears Data Processing II Архивная копия от 30 сентября 2020 на Wayback Machine. Springer-Verlag Berlin Heidelberg,2011.- 274 p.
- Zgurovsky M.Z., Kasyanov P.O., Kapustyan O.V., Valero J., Zadoianchuk N.V. Evolution Inclusions and Variation Inequalities for Ears Data Processing III Архивная копия от 13 августа 2020 на Wayback Machine. Springer- Verlag Berlin Heidelberg, 2012.- 330 p.
- Zgurovsky M.Z., Sadovnichiy V.A. Continuous and Distributed Systems. Theory and Applications Архивная копия от 18 июля 2015 на Wayback Machine. Springer International Publishing Switzerland, 2014. — 333 p.
- Sadovnichiy V.A., Zgurovsky M.Z. Continuous and Distributed Systems II Архивная копия от 4 августа 2015 на Wayback Machine. Theory and Applications. Springer International Publishing Switzerland, 2015. — 387 p.
- Zgurovsky M.Z., Zaychenko Y.P. The Fundamentals of Computational Intelligence: System Approach Архивная копия от 10 августа 2020 на Wayback Machine. Springer International Publishing Switzerland, 2016. — 375 p.
- Sadovnichiy V.A., Zgurovsky M.Z. Advances in Dynamical Systems and Control Архивная копия от 14 марта 2018 на Wayback Machine. Springer International Publishing Switzerland, 2016. — 471 p.
- Zgurovsky M.Z., Kasyanov. P.O. Qualitative and Quantitative Analysis of Nonlinear Systems. Springer International Publishing Switzerland, 2018. — 240 p.
- Sadovnichiy V.A., Zgurovsky M.Z. Modern Mathematics and Mechanics: Fundamentals, Problems and Challenges. Springer International Publishing Switzerland, 2019. — 557 p.
- Zgurovsky M.Z., Pavlov A.A. Combinatorial Optimization Problems in Planning and Decision Making: Theory and Applications. Архивная копия от 29 сентября 2020 на Wayback Machine Springer Nature Switzerland, 2019. — 518 p.
- Zgurovsky M.Z., Zaychenko Y.P. Big Data: Conceptual Analysis and Applications. Архивная копия от 1 декабря 2020 на Wayback Machine Springer International Publishing Switzerland, 2019. — 277 p.